# 이식증
이식증(異食症, pica)은 흡수 가능한 영양분이 없는 물질, 예컨대 종이, 점토, 금속, 분필, 흙, 유리, 모래 따위를 먹는 증상이다. 사람은 물론이고 반려동물에게서도 나타날 수 있다.

## 같이 보기
- 미셸 로티토
- 스왈로우 (영화)